# Gerald Logan
Gerald Logan (* 29. Dezember 1879 in Wimbledon; † 29. April 1951 in Folkestone) war ein englischer Hockeyspieler, der 1908 mit der englischen Nationalmannschaft Olympiasieger war.

## Sportliche Karriere
Gerald Logan besuchte wie Stanley Shoveller die Kingston Grammar School und schloss sich dann dem Hampstead Hockey Club an. Bei den Olympischen Spielen 1908 in London traten insgesamt sechs Mannschaften an, darunter vier britische Teams. Die Briten machten die Medaillen unter sich aus, im Finale bezwangen die Engländer die Iren mit 8:1. Von 24 Toren für England erzielte der Innensturm 22 Treffer, neben Reggie Pridmore mit zehn Treffern und Shoveller mit sieben Toren war Logan fünfmal erfolgreich. Insgesamt spielte Logan neunmal für die englische Nationalmannschaft.